# Torpol
Torpol SA ist ein in Polen ansässiges, börsennotiertes Unternehmen, das in der Bau- und Ingenieurbranche tätig ist. Schwerpunkte liegen im Bahn-, Straßen- und Tiefbauarbeiten.

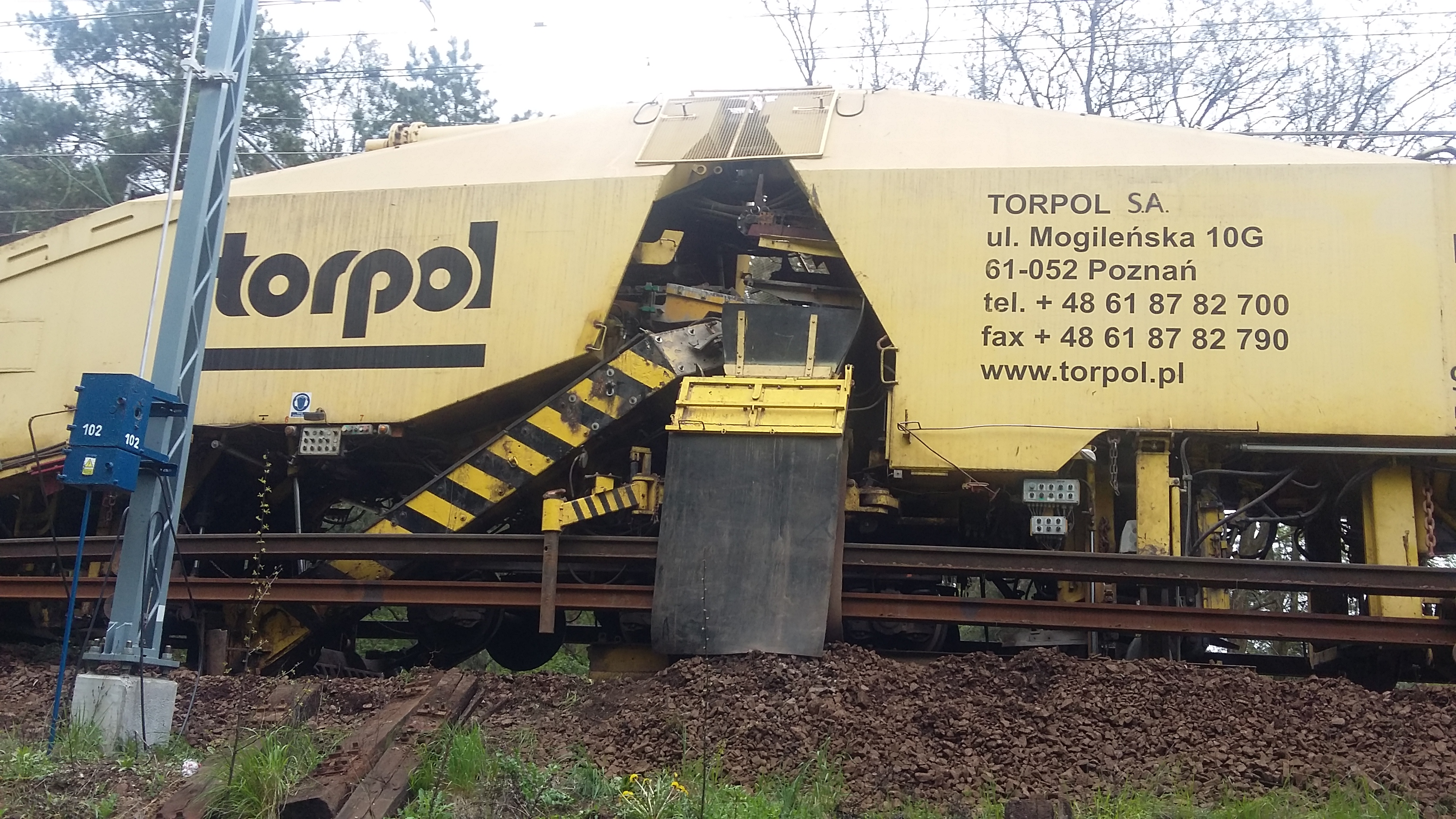
Gleisbaumaschine

Aktionäre sind TF Silesia (38,0 %), Nationale Nederlanden OFE (10,4 %) und PKO TFI (8,8 %). 42,8 % der Aktien sind in Streubesitz.
Torpol ist überwiegend in Polen tätig. Die Auslandsaktivitäten beschränken sich auf das norwegische Tochterunternehmen Torpol Norge AS in Oslo.